# Angie Arnephy
Angie Arnephy (sinh k. 1997), còn được gọi là Angie, là một ca sĩ người Seychelles và là một thí sinh tham dự các cuộc thi sắc đẹp. Ngay sau khi dự thi Miss Seychelles 2015, cô đã rẽ sang con đường âm nhạc, phát hành đĩa đơn đầu tay "Bers Mon Lavi dan ou Love" đã giành giải Nghệ sĩ mới xuất sắc nhất của năm tại Airtel Music Awards 2015.

## Những năm đầu và giáo dục
Arnephy sinh ra và lớn lên ở Anse Boileau, một quận ở phía tây Mahé, Seychelles. Cô được giáo dục sớm tại Trường Quốc tế trước khi chuyển sang Trường Nghiên cứu Cao cấp, Anse Royale, Seychelles.

## Nghề nghiệp
Cô dự thi tại mùa giải 2015 của Hoa hậu Seychelles và tiếp tục được trao giải Hoa hậu Ảnh.

### Âm nhạc
Khi thi đấu tại Miss Seychelles 2015, Angie đã tham gia âm nhạc với tư cách là ca sĩ solo sau khi giám đốc chương trình của Pure FM, Derrick Young-Khon tiếp cận cô để thu âm một bài hát của Toulou, một nghệ sĩ thu âm Réunionese. Cô đã thu âm đĩa đơn đột phá "Bers Mon Lavi dan ou Love", bản phối lại của "Fe Viv a Mwin dan lo Love" của Toulou. Bài hát đã khiến cô nổi bật và sau đó giành giải Nghệ sĩ mới xuất sắc nhất của cô tại Giải thưởng âm nhạc Airtel lần thứ 3. Hiện đang làm việc cho album phòng thu đầu tay của mình, cô đã phát hành một đĩa đơn khác có tên "3-2-1".

## Danh sách đĩa hát

### Đĩa đơn
Là nghệ sĩ chính
| "Bers Mon Lavi dan ou Yêu"                                                   | 2015 | - | - | - | - | - | - |  | Đĩa đơn không phải album |
| "3-2-1"                                                                      | 2016 | - | - | - | - | - | - |  | Đĩa đơn không phải album |
| "-" biểu thị không được xếp hạnghoặc không được phát hành trong lãnh thổ đó. |      |   |   |   |   |   |   |  |                          |

## Giải thưởng và để cử
| Năm  | Lễ trao giải                         | Giải thưởng               | Người nhận / công việc được đề cử                                                                                         | Kết quả | Tham chiếu |
| ---- | ------------------------------------ | ------------------------- | --- | ------- | ---------- |
| 2016 | Giải thưởng âm nhạc Airtel lần thứ 3 | Nghệ sĩ mới xuất sắc nhất | style="background: #99FF99; color: black; vertical-align: middle; text-align: center; " class="yes table-yes2"\|Đoạt giải | [ 5 ]   |            |